# Ophiogomphus incurvatus
Ophiogomphus incurvatus là một loài chuồn chuồn ngô thuộc họ Gomphidae. Nó là loài đặc hữu của Hoa Kỳ. Môi trường sống tự nhiên của chúng là sông có nước theo mùa.